# Битка код Коронеје
Битка код Коронеје одиграла се 394. пре нове ере за време Коринтског рата између Спарте са једне стране и Тебе и Аргоса са савезницима са друге стране. Спартански краљ Агесилај II победио је Тебанце и Аргивце, који су покушали да спрече повратак његове војске на Пелопонез. Битка код Коронеје потврдила је надмоћ Спарте у копненим биткама.

## Почетак Коринтског рата
Коринтски рат започео је 395. п. н. е. Спартански краљ Агесилај II ратовао је против Персије у Малој Азији. Персија је због тога одлучила да Спарти створи проблеме у Грчкој, па је почела да финансира спартанске непријатеље. Током 396. и 395. п. н. е. успели су да придобијu Тебу, Коринт, Аргос и Атину да започну рат против Спарте. Спартанска хегемонија након победе у Пелопонеском рату и њена агресивна политика одвраћала је многе спартанске савезнике. Када се уз то појавила могућност персијске подршке тада су неке државе, а посебно Теба пристале да започну рат против Спарте. Ипак Теба није хтјела да директно објави рат Спарти, па је нахушкала своје савезнике Локране да започнну рат са Фокидом убирући порез из спорних области. Фокида је због тога напала Локране, а Теба се умешала и освојила Фокиду.[2] Фокиђани су након тога звали Спарту да им помогне. Спарта је тако нашла повод за рат. У бици код Халијарта 395. п. н. е. Тебанци су победили. Током 394. п. н. е. победили су Спартанци у бици код Немеје.

## Агесилај се враћа из Азије
Када је почео Коринтски рат Спарта је звала Агесилаја II да се са својом војском врати у Грчку. Било је то управо оно због чега је Персија финансирала спартанске непријатеље. Агесилај II се враћао копненим путем преко Тракије и централне Грчке. Када је дошао близу Беотије Агесилај је сазнао за пораз Спарте у поморској бици код Книда и за погибију Писандра. Своју војску је подсетио како је Спарта неколико месеци раније победила у бици код Немеје. Поред тога обавестио их је да је Писандар погинуо, али да их не би обесхрабрио лагао их је да је Спарта победила у поморској бици код Книда.

## Почетни распоред снага
Када је дошао до Беотије изашли су му усусрет Тебанци, сви Беоћани, Аргивци, Атињани, Коринћани, Еубејци. Ксенофонт, који је описао битку код Коронеје рекао је да та битка није личила ни на једну, која се одвијала у његово време. Сам Ксенофонт је био присутан и борио се на Агесилајевој страни, јер је са њим дошао из Азије. Код Коронеје Агесилај је угледао непријатеље, па је развио војску у борбени поредак. На левом спартанском крилу су били војници из Орохомена, а Агесилај је предводио десно крило. На десном крилу били су Спартијати, затим ветерани похода Десет хиљада, након њих азијски Грци, па Фочани. Војници из Орохомена су заузимали крајње лево крило. У непријатељској војсци Тебанци су били на десном крили, а Аргивци на левом. Тебанци су били насупрот војске из Орохомена, а Аргивци су били насупрот Спартанаца.

## Битка
Обе војске напредовале су у потпуној тишини. Када су се приближили на око 200 m Тебанци су заурлали и кренули у јуриш. На око 100 m кренули су у јуриш азијски Грци и ветерани похода Десет хиљада под заповедништвом Херипида. Они су појурили испред Агесилајеве фаланге и када су се приближили непријатељској војсци на удаљеност копља непријатељска војска испред њих дала се у бег. Аргивци нису ни сачекали долазак Агесилајеве спартанске фаланге са десног крила, него су одмах побегли на планину Хеликон. Одмах након тога Спартанци око Агесилаја почели су да славе. Нису ни приметили шта се дешава на левој страни. Тебанци су потукли војску из Орохомена, који су били на спартанској левој страни. Након тога Тебанци су напали пртљаг у коме се налазило много плена који су Спартанци опљачкали у Азији. Агесилај је одмах извео маневар, окренуо је фалангу и кренуо је на Тебанце. Спартанска фаланга се налазила између Тебанаца и планине Хеликон на коју су побегли њихови поражени савезници. Уследио је жестоки сукоб две фаланге, у којем је било мртвих на обе стране. Спартанци су на крају пропустили Тебанце да ови прођу и онда су се бацили на њих, али нису их разбили, него су се Тебанци повукли у поретку. Најжешћа битка била је око самог Агесилаја, кога је чувало педесет добровољаца. Иако су се жестоко борили да заштите краља ипак је Агесилај II био рањен, па су га изнели из битке. Према Диодору са Сицилије у бици је погинуло 350 Спартанаца и 600 Беоћана и њихових савезника.

## Последице
Битка код Коронеје потврдила је надмоћ Спарте у копненим биткама. Међутим савезници су битком код Книда потврдили поморску надмоћ, а имали су и подршку Персије, па се створила равнотежа, која ће се одржавати цело време трајања рата све до Анталкидовог мира.